# Gipsy Hill

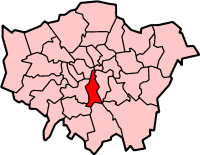
Borough londonien de Lambeth.

Gipsy Hill (littéralement : la colline des gitans) est une région du sud de Londres près de Norwood dans le district (borough) de Lambeth ; il est limitrophe du quartier de Crystal Palace.
Il tire son nom de la présence de gitans, installées au cours des années 1600-1800 dans ce qui était, jusqu'au 19ème siècle, une zone rurale peu peuplée ; ainsi, le 11 août 1668, Samuel Pepys note dans son journal que sa femme a rendu visite aux « gitans de Lambeth ».
Le quartier s'est rapidement développé après l'ouverture de la gare de Gipsy Hill (en) en 1856.

## Personnalités liées
- Geoffrey Grey (1934-2023), chef d'orchestre et compositeur britannique, né à Gypsey Hill.
- Hard Skin groupe d'oi! britannique, originaire de Gipsy Hill.